# Selecționata de fotbal a Asirienilor
Selecționata de fotbal a Asirienilor reprezintă grupul etnic al Asirienilor de pretutindeni. Nu este afiliata la FIFA sau AFC, ci doar la N.F.-Board. A participat la Cupa Mondială Viva ediția din 2008, în care a fost învinsă de Padania cu 2-0.

## Meciuri selectate
| Dată       | Competiție                      |          | Adversar            | Scor |
| ---------- | ------------------------------- | -------- | ------------------- | ---- |
| 13-07-2008 | Cupa Mondială Viva 2008 – Sápmi | Asirieni | Padania             | 0–2  |
| 12-07-2008 | Cupa Mondială Viva 2008 – Sápmi | Asirieni | Padania             | 1–4  |
| 11-07-2008 | Cupa Mondială Viva 2008 – Sápmi | Asirieni | Kurdistanul Irakian | 0–0  |
| 10-07-2008 | Cupa Mondială Viva 2008 – Sápmi | Asirieni | Provence            | 5–0  |
| 09-07-2008 | Cupa Mondială Viva 2008 – Sápmi | Asirieni | Sápmi               | 1–0  |

## Cupa Mondială Viva
| An    | Loc             | M | V | E | Î | GM | GP |
| ----- | --------------- | - | - | - | - | -- | -- |
| 2006  | nu a participat |   |   |   |   |    |    |
| 2008  | 2               | 5 | 3 | 0 | 2 | 7  | 6  |
| 2009  | nu a participat |   |   |   |   |    |    |
| Total | locul 2         | 5 | 3 | 0 | 2 | 7  | 6  |

## Lotul actual
| Nr. | Poz. | Jucător            | Data nașterii (vârsta) | Selecții | Goluri | Club                  |
| --- | ---- | ------------------ | ---------------------- | -------- | ------ | --------------------- |
| 1   | P    | Gabriel Sleyman    | 7 ianuarie 1989        | -        | -      | Syrianska Botkyrka IF |
| 22  | P    | Uday Sleyman       | 14 februarie 1986      | -        | -      | Syrianska Botkyrka IF |
| 20  | F    | Aram El Khoury     | 19 iulie 1969          | -        | -      | Eriksberg BK          |
| 21  | F    | Tobias Gundus      | 23 ianuarie 1986       | -        | -      | Enhörna IF            |
| 3   | F    | Basel Gorgis       | 1 ianuarie 1985        | -        | -      | Syrianska IF Kerburan |
| 4   | F    | Daniel De Lejon    | 15 ianuarie 1980       | -        | -      | Bethnahrin IF         |
| 5   | F    | Johan Boyacı       | 23 ianuarie 1978       | -        | -      | Gröndals IK           |
| 6   | F    | Jakob Çiçek        | 13 ianuarie 1982       | -        | -      | Örebro Syrianska IF   |
| 2   | M    | Josef Haddad       | 30 aprilie 1986        | -        | -      | Linköpings FF         |
| 7   | M    | Daniel Kaya        | 31 martie 1987         | -        | -      | Örebro Syrianska IF   |
| 8   | M    | Aday Kaplan        | 27 ianuarie 1981       | -        | -      | Assyriska FF          |
| 13  | M    | David Ayaz         | 4 mai 1988             | -        | -      | Syrianska Norrköping  |
| 15  | M    | Alex Alan          | 18 octombrie 1985      | -        | -      | Enköpings SK          |
| 17  | M    | Elias Kacho        | 20 iulie 1983          | -        | -      | Syrianska Linköping   |
| 16  | A    | Daniel Sleyman     | 5 martie 1990          | -        | -      | Syrianska Botkyrka IF |
| 9   | A    | Ümit Altınkaynak   | 13 ianuarie 1987       | -        | -      | Huddinge IF           |
| 11  | A    | Tuncay Yüksel      | 8 septembrie 1982      | -        | -      | Linköpings FF         |
| 12  | A    | Menhal Muqdisi     | 25 septembrie 1982     | -        | -      | Syrianska IF Kerburan |
| 18  | A    | Michel Kassyoussef | 29 februarie 1984      | -        | -      | Smedby AIS            |